# Kommissorium
Et kommissorium var oprindelig en regeringsakt, hvor der blev nedsat en kommission eller et administrativt udvalg og hvor den tildelte opgave defineres.
I dag bruges ordet dog også til at beskrive og definere opgaver for mange forskellige slags kommissioner, udvalg og arbejdsgrupper i den offentlige forvaltning og ikke kun i regeringssammenhænge.
Og ordlyden er i dag mulig at ændre i modsætning til den oprindelige regeringsakt.
| Politik | Spire Denne artikel om politik og ideologi er en spire som bør udbygges. Du er velkommen til at hjælpe Wikipedia ved at udvide den. |